# Hilpoltstein

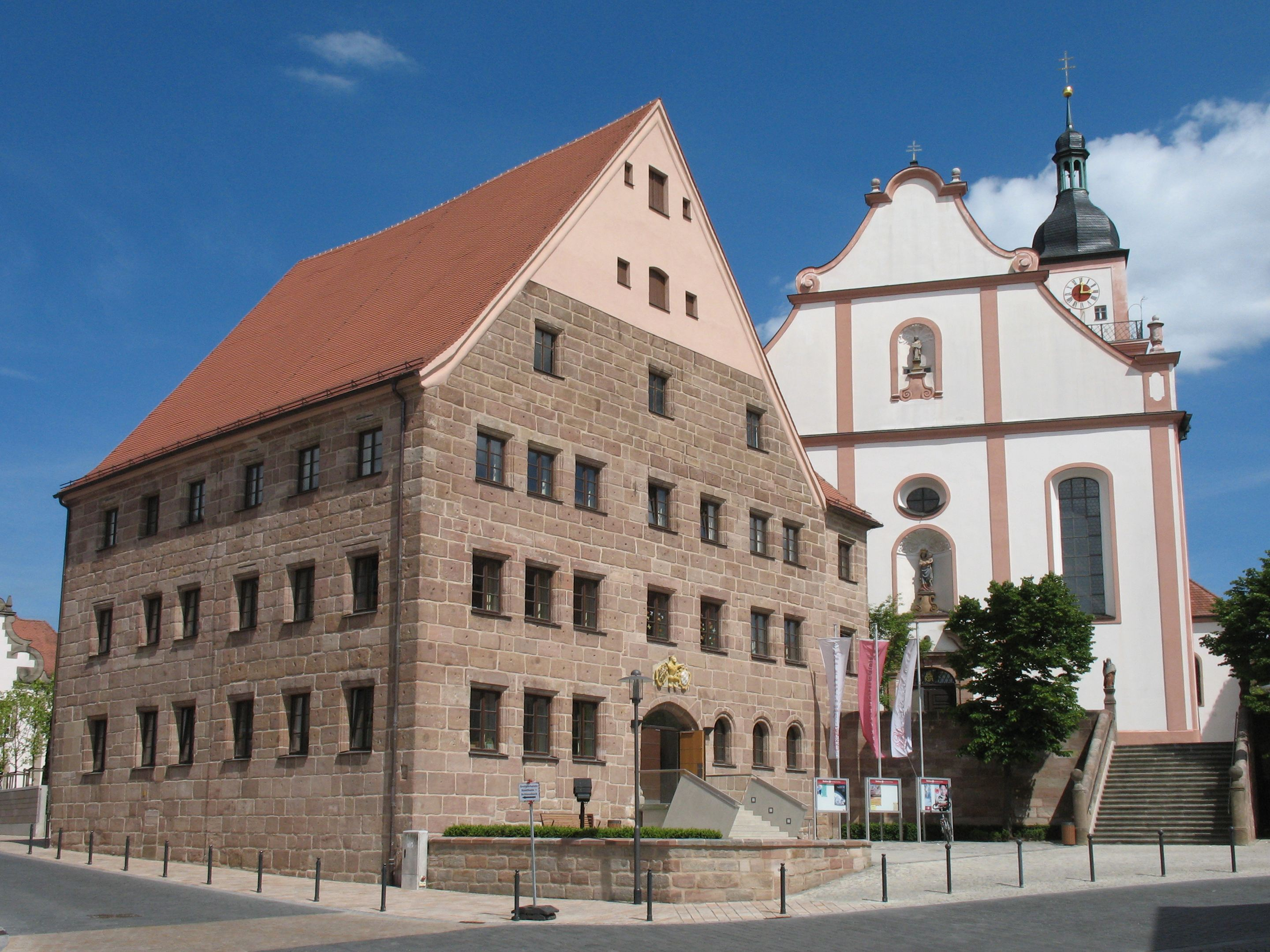
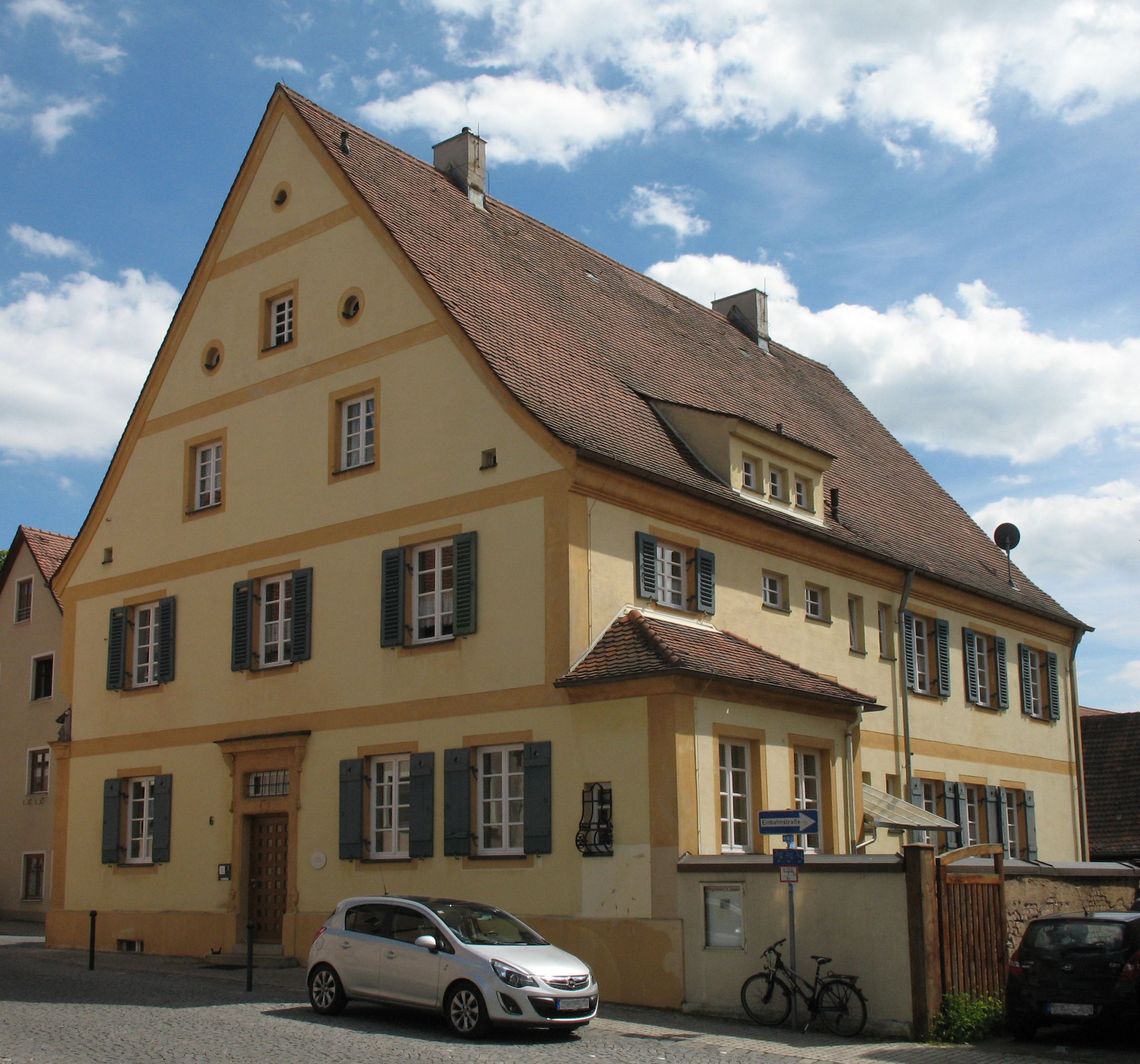
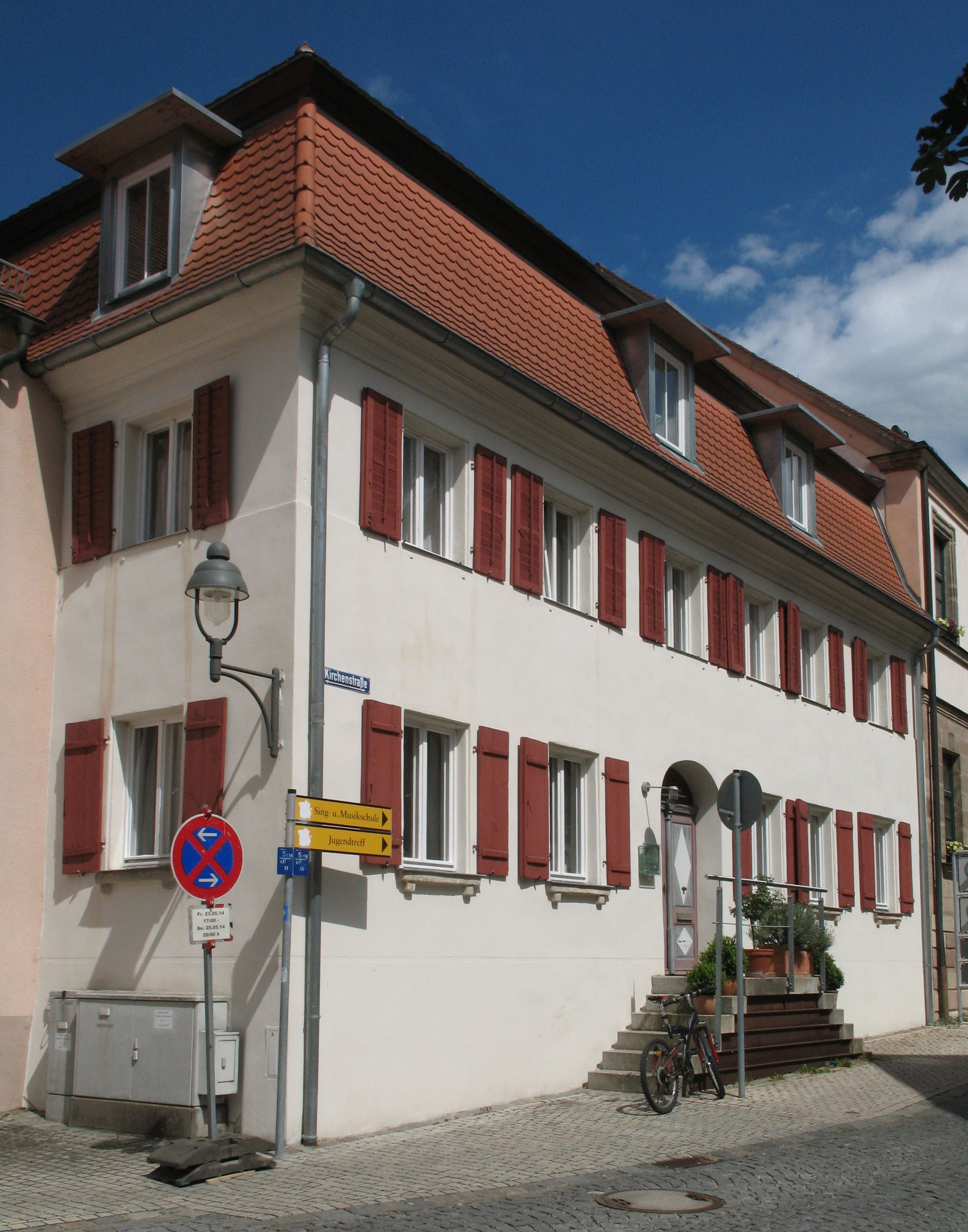
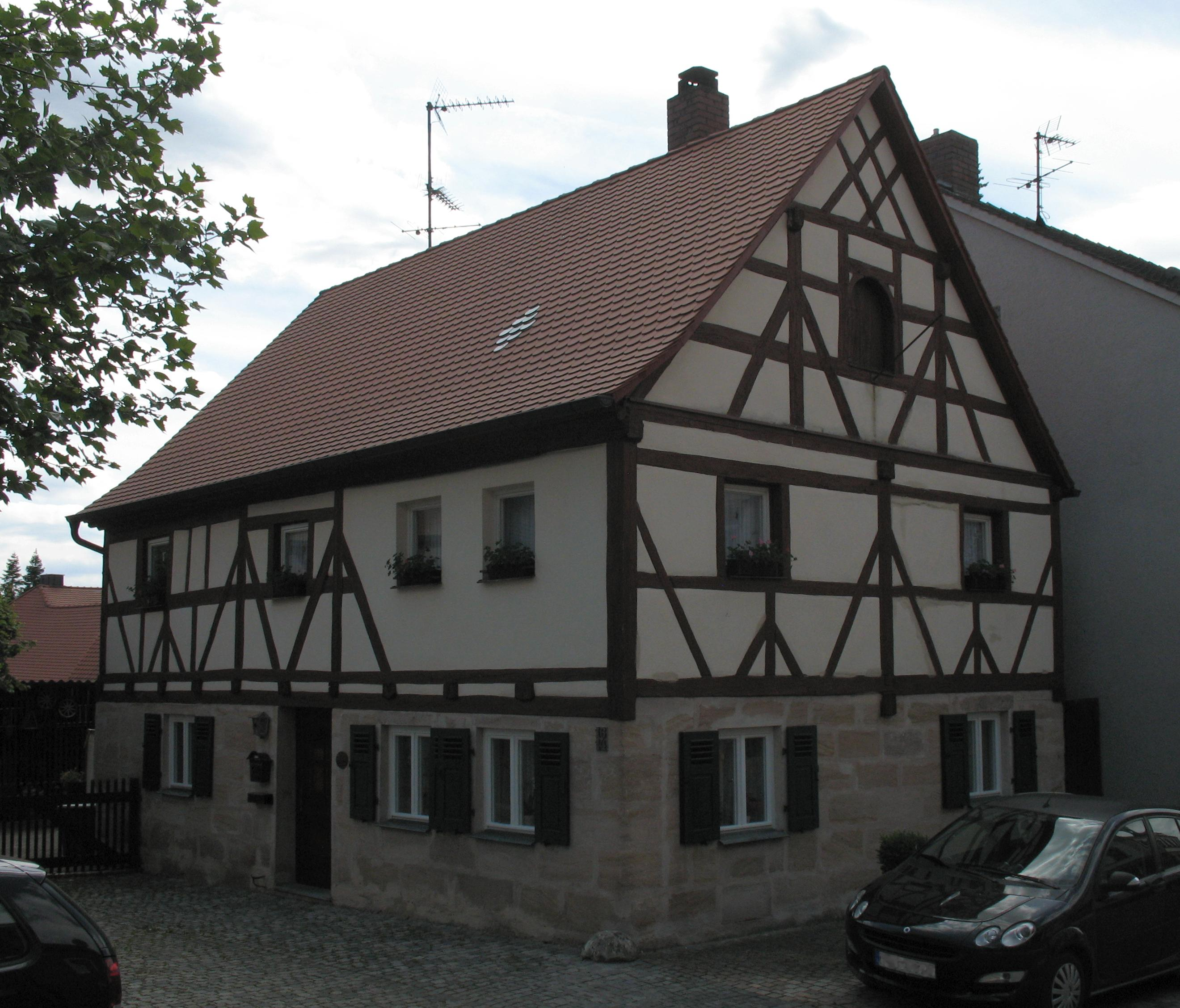
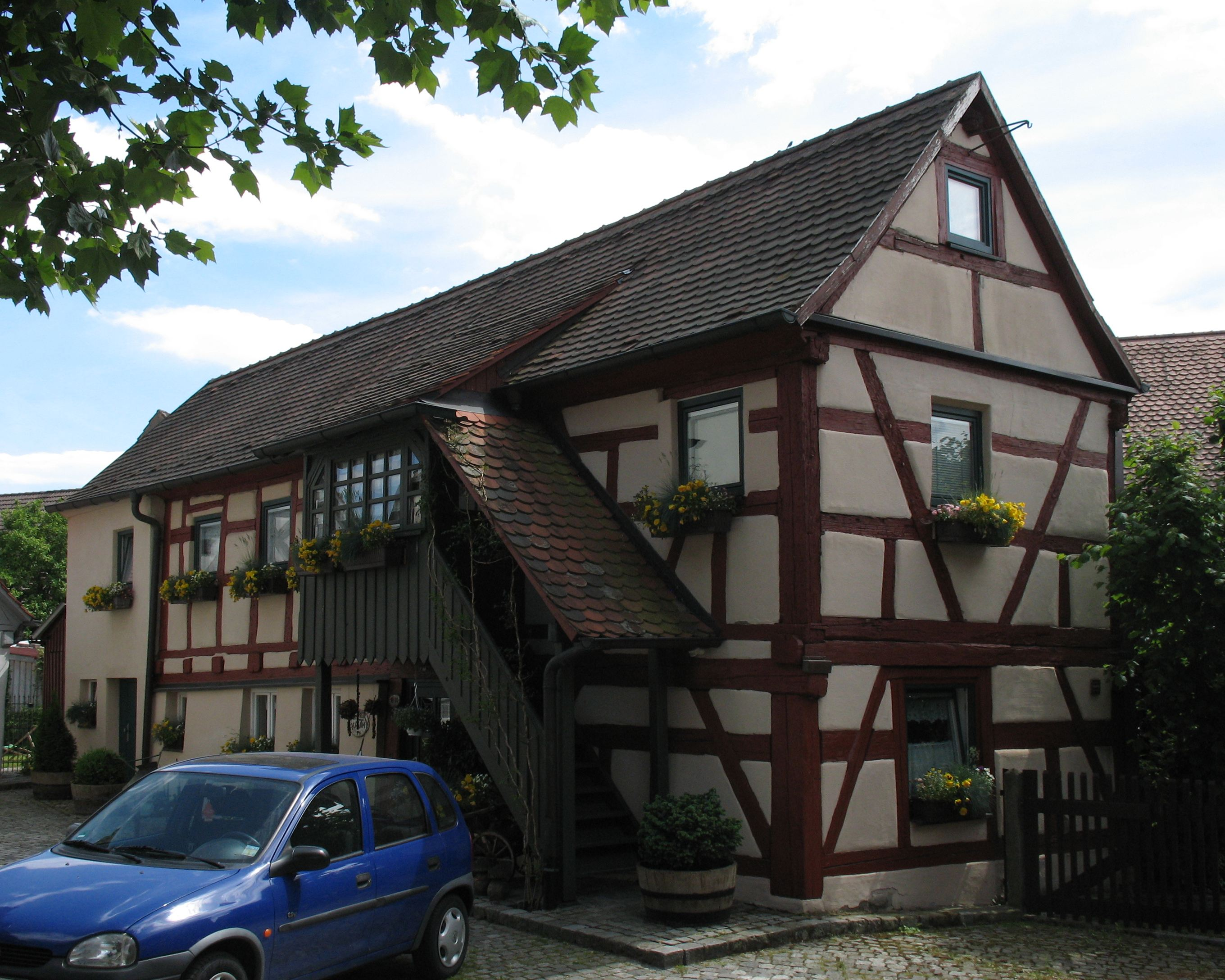
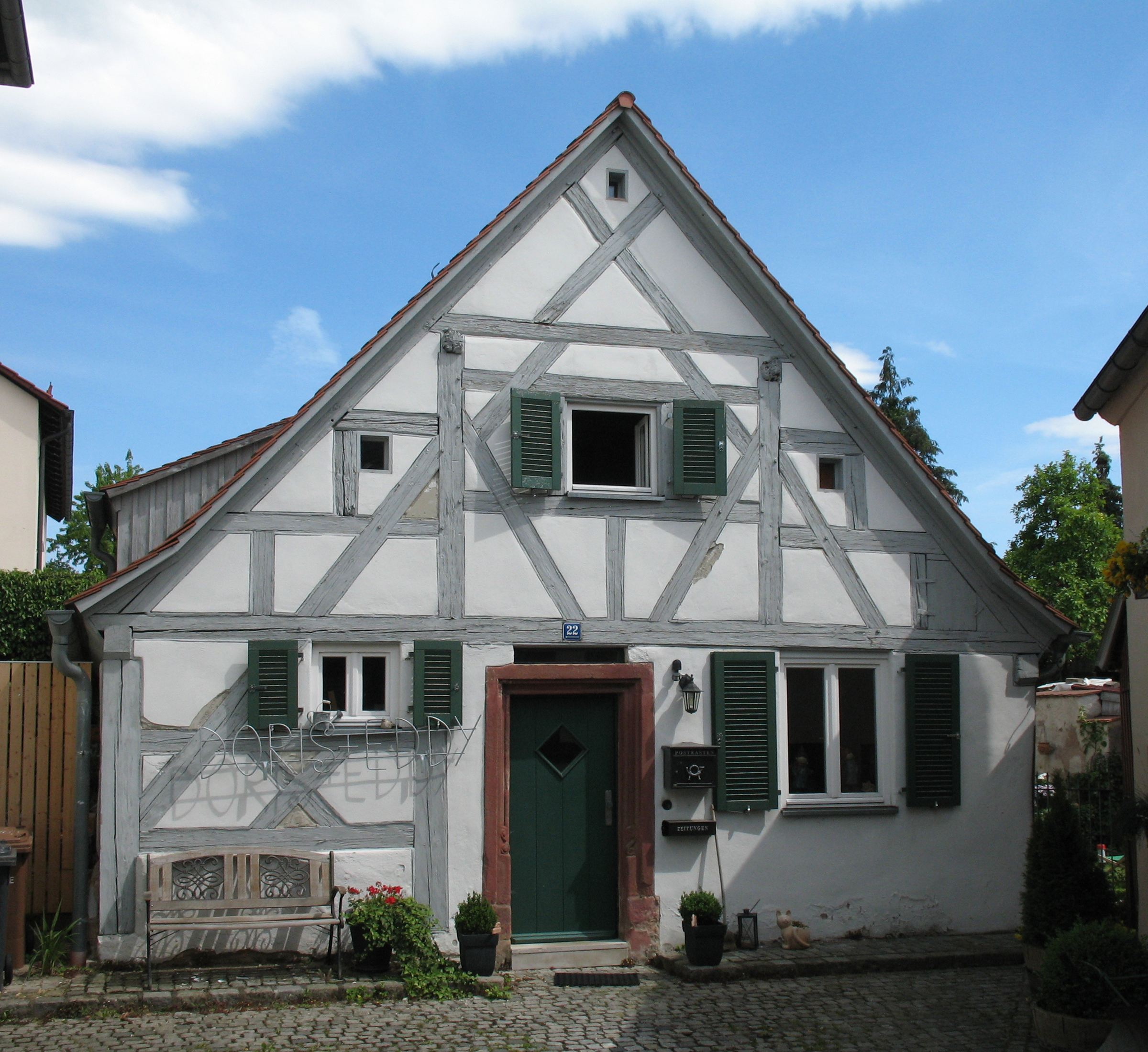

Hilpoltstein là một thị xã ở huyện Roth, bang Bayern, Đức. Đô thị này tọa lạc 10 km về phía đông nam của Roth bei Nürnberg và 30 km về phía nam của Nuremberg.